# Cờ tuyệt chủng
Cờ tuyệt chủng là một biến thể của cờ vua. Trong cờ tuyệt chủng, mục tiêu của mỗi phe không phải là chiếu bí quân vua của đối phương, mà là ăn hết tất cả các quân đối phương của cùng một chủng loại. Nói cụ thể, người chơi sẽ thắng nếu đạt được bất kỳ một trong các điều kiện sau:
- Ăn quân Vua của đối phương
- Ăn quân Hậu của đối phương
- Ăn hết cả hai quân Mã của đối phương
- Ăn hết cả hai quân Tượng của đối phương
- Ăn hết cả hai quân Xe của đối phương
- Ăn hết tất cả quân Tốt của đối phương. Nếu như quân chốt cuối cùng của đối phương được nâng cấp lên thành loại quân khác, điều này cũng có nghĩa là đối phương thua (vì tất cả các quân Tốt đều "tuyệt chủng").

Sự thay đổi này khiến quân Vua không còn là quân cờ "đặc biệt" nữa, vì vậy nó có quyền nhập thành khi bị chiếu, và quân Tốt có thể được phong cấp lên thành quân Vua.
Người tạo ra loại cờ này là R. Wayne Schmittberger.